# 藝術大學 (費城)

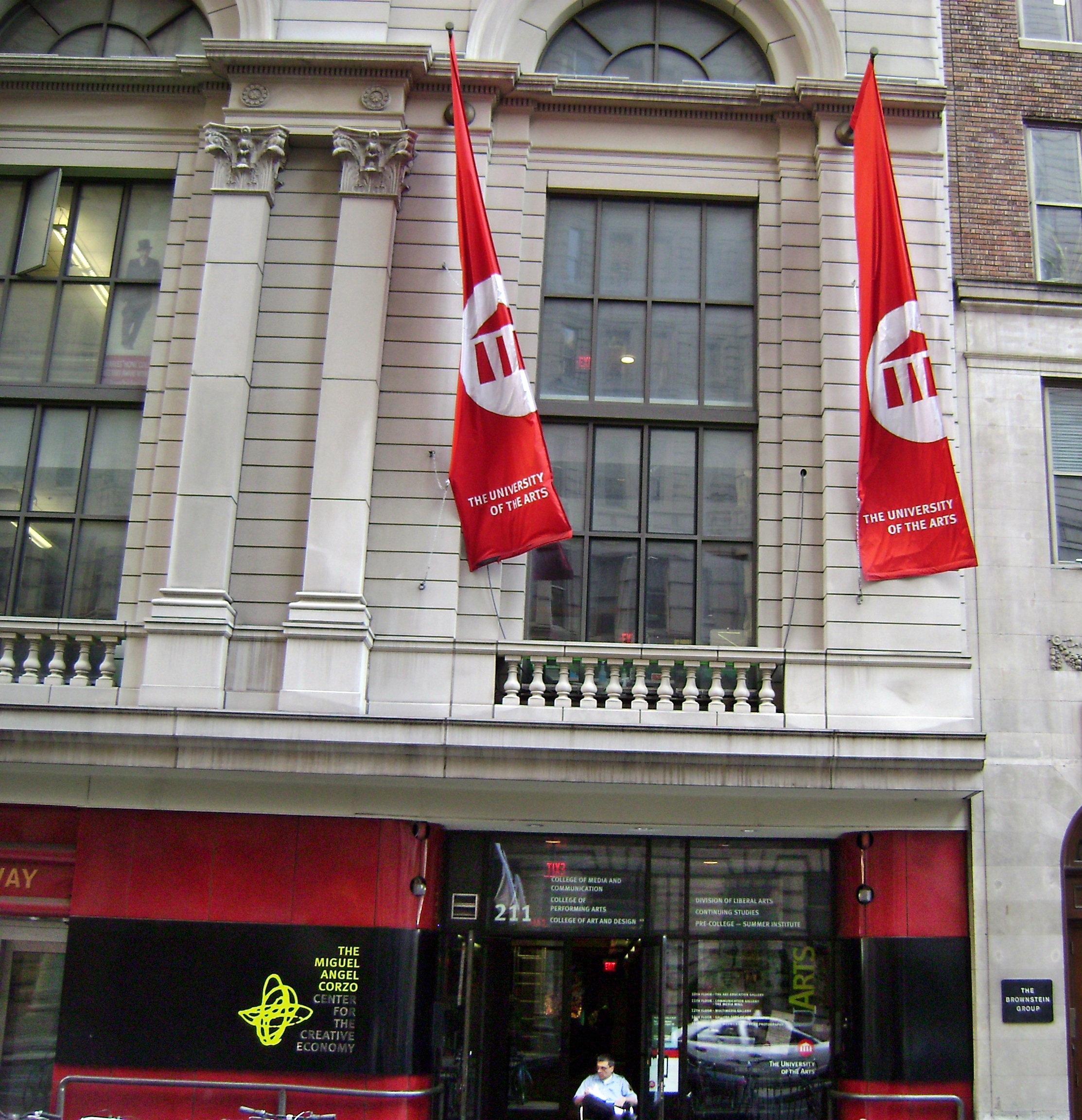
校園

藝術大學（英語：The University of the Arts），是美國一間大學，校園位於賓夕法尼亞州費城，前身是由2間藝術學院於1985年合併而成的費城藝術學院（英語：Philadelphia Colleges of the Arts），並於兩年後獲得大學地位，該校的歷史可追溯至1870年代，藝術大學於2024年6月7日倒閉。

## 歷史
藝術大學於1876年成立，是全美最古老的藝術學院之一。

## 學術排名
根據2022年泰晤士高等教育世界大學排名的全美國大學排名，藝術大學落在501～600名之間

## 校友
- 關穎：臺灣女演員、女歌手、模特兒[4]。
- 史丹利·克拉克(英語：Stanley Clarke，1951年6月30日—）：美國爵士樂貝斯手、作曲家
- 艾莫瑞·柯恩（英語：Emory Isaac Cohen，1990年3月13日—）：美國男演員。
- 梁進

## 相關新聞
費城藝術大學的大學四年級學生基里安只剩下十八個學分就可以畢業，但是學校倒閉，她覺得被學校背叛了。

## 相關
- 賓夕法尼亞州學院和大學列表

## 外部連結
- 官方網站（页面存档备份，存于）